# دوغ رايت (لاعب كريكت)
دوغ رايت (21 أغسطس 1914 في المملكة المتحدة - 13 نوفمبر 1998 في المملكة المتحدة)  (بالإنجليزية: Doug Wright)‏ هو لاعب كريكت بريطاني وبريطاني (وحمل سابقاً جنسية المملكة المتحدة لبريطانيا العظمى وأيرلندا). شارك مع منتخب إنجلترا للكريكت. أما مع النوادي، فقد لعب مع Kent County Cricket Club ‏.

## وصلات خارجية
- دوغ رايت على موقع إي آس بي آن كريك إنفو (الإنجليزية)